# Cəfərxan
Cəfərxan è un comune dell'Azerbaigian situato nel distretto di Saatlı.